# Ministerio de Turismo (Cuba)
El Ministerio de Turismo de la República de Cuba, conocido por el acrónimo MINTUR, es el Ministerio de Turismo de Cuba.

## Historia
El predecesor del actual ministerio fue el Instituto Nacional de Turismo, fundado en 1976. En 1994, dicho instituto pasó a ser el actual Ministerio de Turismo, el cual juega un papel muy importante en la economía de Cuba, constituyendo los ingresos por turismo aproximadamente el 60% de la economía del país. Cabe destacar que el actual primer ministro de Cuba, Manuel Marrero Cruz, fue Ministro de Turismo durante 15 años (2004-2019).

## Ministros
- Osmany Cienfuegos Gorriarán (1994-1999)
- Ibrahim Ferradaz (1999-2004)
- Manuel Marrero Cruz (2004-2019)
- Juan Carlos García Granda (2019-en el cargo)